# Analizor de gaze

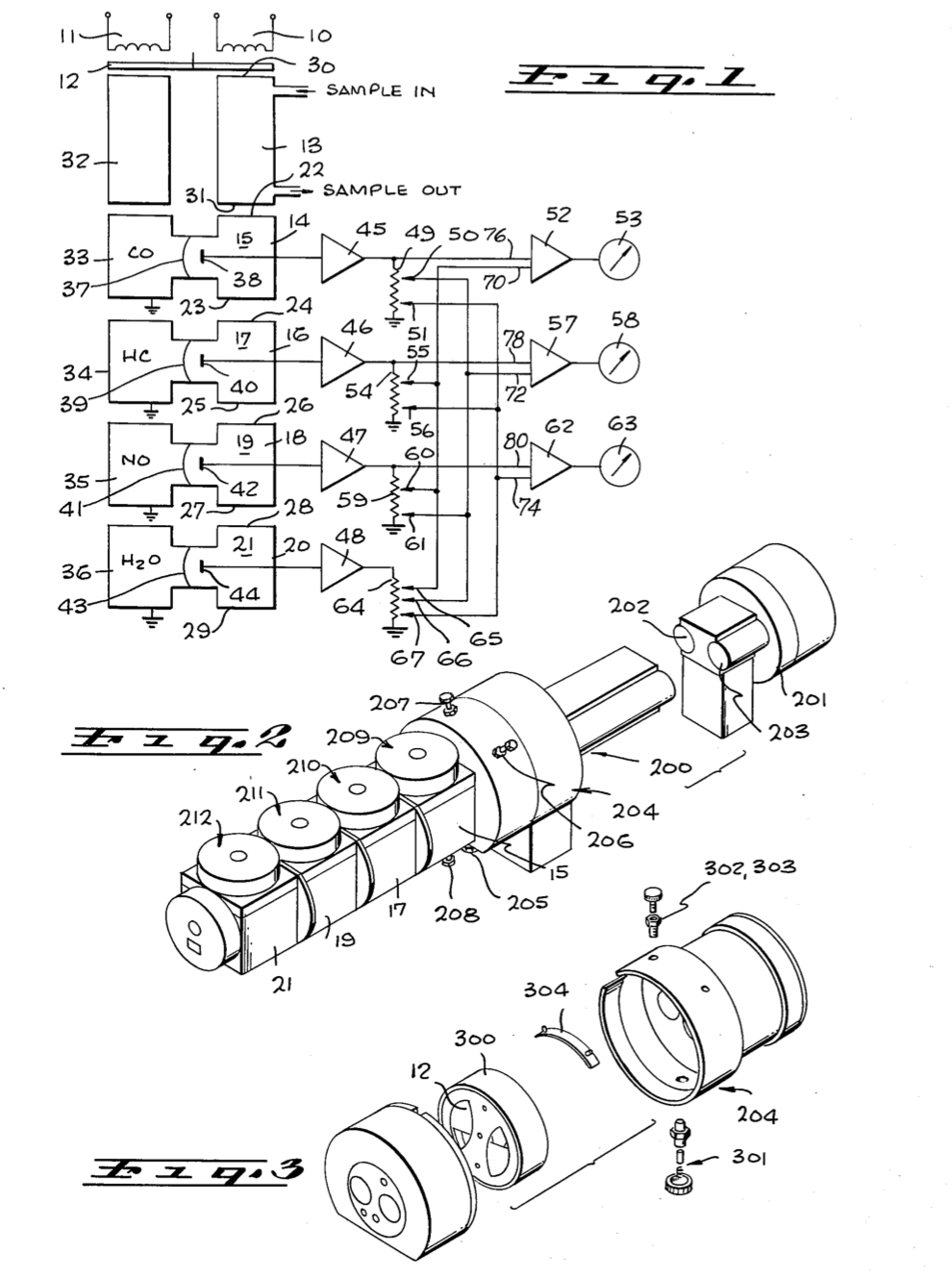
Schiță a unui analizator de gaze cu infraroșu

Analizorul de gaze sau traductorul pentru analiza gazelor, este un aparat de analiză fizico-chimică folosite la determinarea compoziției unui amestec gazos (aer). Funcționarea lor se bazează pe măsurarea unui parametru fizic sau electrochimic al amestecului analizat.

## Tipuri de analizoare de gaze
Pentru motoarele cu aprindere prin scânteie (MAS) se folosește analizorul cu patru gaze, care mai exact determină CO (monoxidul de carbon), CO2 (dioxidul de carbon), hidrocarburi și O2 (oxigen) din gazele de evacuare.
Pentru motoarele cu aprindere prin comprimare (MAC) se folosește opacimetrul ce permite determinarea opacității luminoase a gazelor de evacuare, pe baza principiului fluxului parțial.